# 28 Ochotnicza Dywizja Grenadierów Pancernych SS (1 walońska) „Wallonien”
28 Ochotnicza Dywizja Grenadierów SS (1 walońska) „Walonia” (niem. 28. SS-Freiwilligen-Grenadier-Division Wallonien; do października 1944: 5 Ochotnicza Brygada Szturmowa SS „Walonia”, 5. SS-Freiwilligen Sturmbrigade „Wallonien”) – walońska jednostka Waffen-SS, utworzona na bazie ochotniczego Legionu Walońskiego Léona Degrelle'a.

## Historia

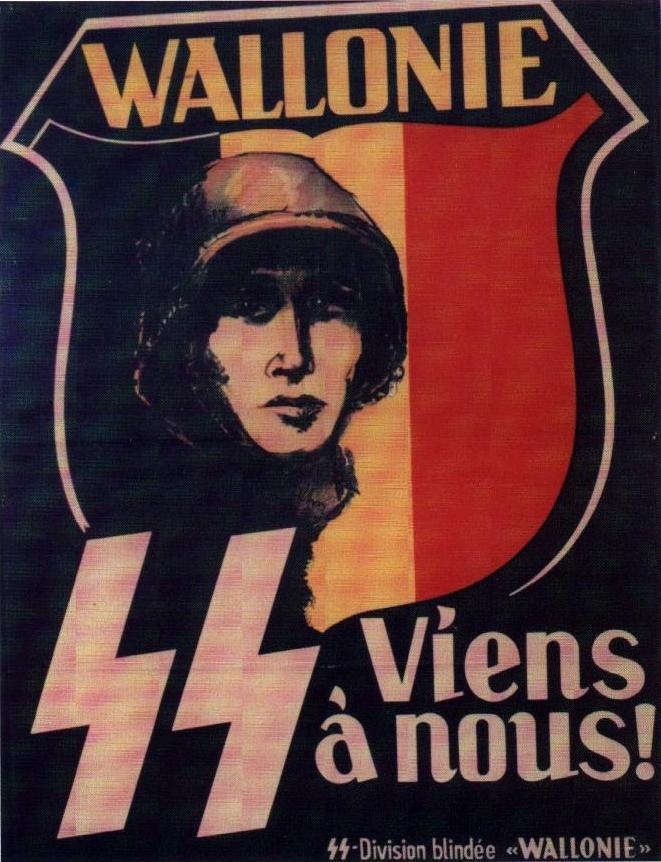
Plakat werbunkowy

Walonowie pojawili się w Waffen-SS 1 czerwca 1943 roku, kiedy Legion Waloński, który poprzednio walczył w ramach Wehrmachtu jako 373 batalion piechoty, przyłączono do tej formacji. Legion ów rozbudowano w Brygadę Szturmową SS „Walonia” (La Brigade d’Assault Wallonie – SS Sturmbrigade „Wallonie”). Przemianowana 22 października 1943 r. na 5 Ochotniczą Brygadę Szturmową SS (5. SS-Freiwilligen Sturmbrigade „Wallonien”), walczyła od listopada 1943 na Ukrainie u boku Dywizji „Wiking”. Zmasakrowana w ciężkich walkach w kotle czerkaskim brygada została wycofana zimą 1944 roku do Niemiec. W lipcu brygadę wysłano do Estonii, skąd jej resztki ewakuowano do Niemiec w październiku i przystąpiono do tworzenia dywizji.
W lutym 1945 roku nieskompletowaną jednostkę skierowano na Pomorze, w okolice Stargardu, gdzie walońscy esesmani po raz kolejny ponieśli ogromne straty. Jednostka ta skierowana na Pomorze, była jeszcze w trakcie reorganizacji i rozwinięcia ze szczebla brygady do szczebla dywizji. Liczebnie bardzo słaba, na początku lutego 1945 liczyła nieco ponad 4000 żołnierzy, natomiast w momencie wejścia do walki pod Dąbiem ok. 1200 żołnierzy. Siedmiuset pozostałych przy życiu Walonów ewakuowano do Danii, gdzie zastał ich koniec wojny.

## Sprawa właściwej nazwy jednostki
Jest to dość zagadkowa kwestia. W zachodnich opracowaniach jednostka ta jest z niejasnych powodów traktowana jako dywizja grenadierów pancernych (w nomenklaturze III Rzeszy: zmechanizowana). Powstała ona rzeczywiście jako brygada zmotoryzowana o sile pułku. 
W raporcie z listopada 1943 oficer wywiadu Inspektoratu Armii Krajowej Rzeszów ppor. Mieczysław Wałęga stwierdził obecność ciężkich czołgów Legionu Walońskiego z hiszpańską obsługą na poligonie Heidelager w Pustkowie pod Dębicą.
W czerwcu 1944 r. brygada walońska została wycofana z frontu i wysłana do Rzeszy w celu przeformowania w dywizję. Rozwinięto ją jednak do stanu dywizji piechoty (grenadierów SS), a nie dywizji grenadierów pancernych.

## Zbrodnie wojenne i kontrowersje wokół Legionu
Obrońcy Legionu Walońskiego twierdzą, że nie jest on odpowiedzialny za popełnienie żadnych zbrodni wojennych. Twierdzą też, że Walonowie nie wiedzieli o zbrodniach popełnianych przez Niemców i uważali swoją walkę w Legionie za antykomunistyczną krucjatę przeciwko bolszewizmowi, nie zaś za szerzenie ideologii nazistowskiej. Zważywszy jednak na fakt, że jednostka brała udział w akcjach przeciwpartyzanckich w ZSRR na zapleczu frontu, wydaje się mało prawdopodobne, by nie wiedzieli o niemieckich zbrodniach.

## Dowódcy
- SS-Sturmbannführer Lucien Lippert (X 1943 – II 1944)
- SS-Standartenführer Léon Degrelle (18 września 1944 – 3 maja 1945)

## Skład organizacyjny

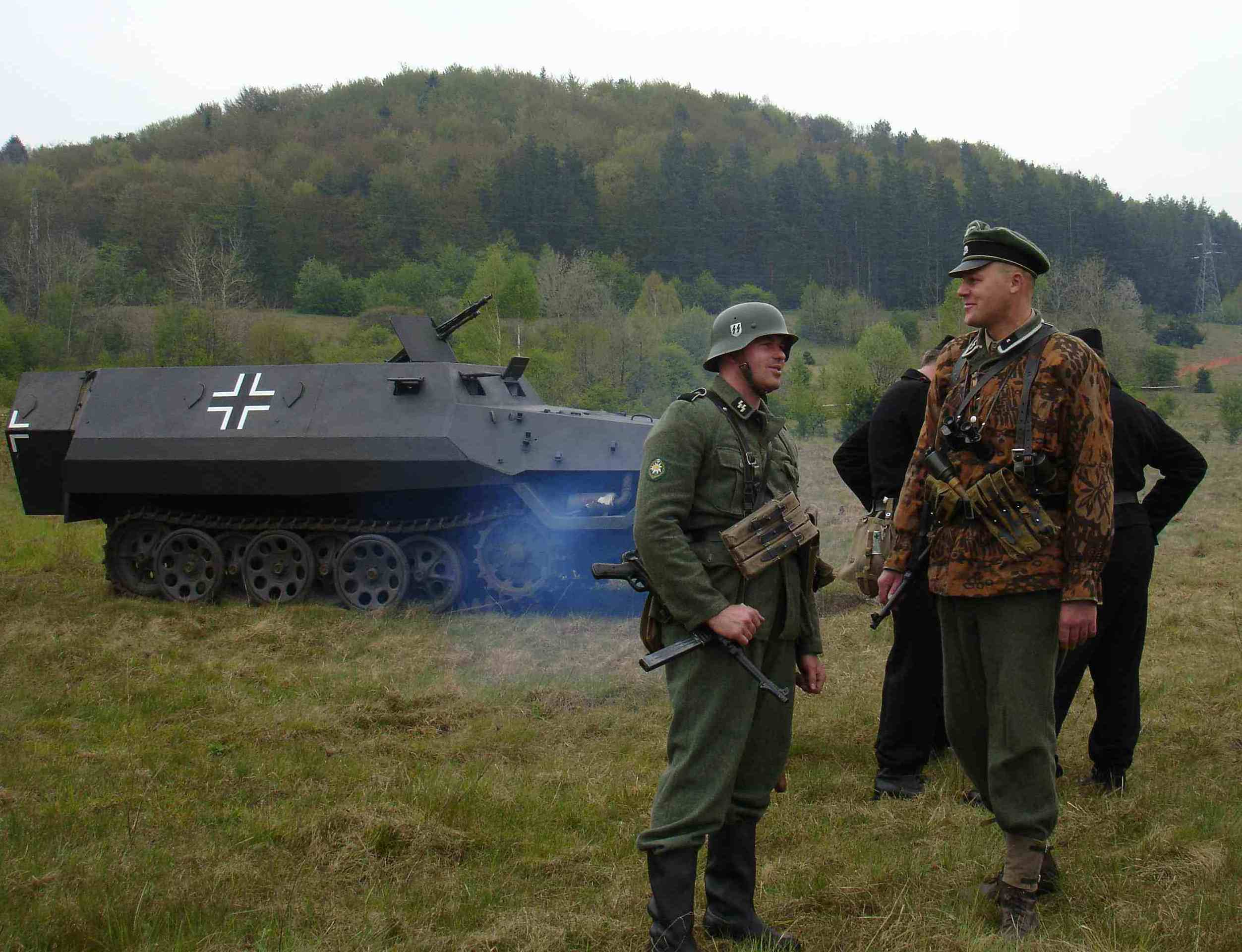
Legion Waloński, Sanok, maj 2007 (rekonstrukcja historyczna)

- SS-Grenadier Regiment 69 (69 pułk grenadierów pancernych SS) dwa niepełne bataliony
- SS-Grenadier Regiment 70 (jw) jeden batalion
- SS-Artillerie Regiment 28 (28 pułk artylerii SS) niepełny
- SS-Panzerjäger Abteilung 28 (28 dywizjon przeciwpancerny) niepełny
- SS-Aufklärungs Abteilung 28 (28 dywizjon rozpoznawczy SS) praktycznie bez ciężkiego sprzętu bojowego
- SS-Nachrichten Abteilung 28 (28 batalion łączności SS) niepełny
- SS-Pionier-Bataillon 28 (28 batalion saperów SS) niepełny
- SS-Flak-Kompanie 28 (28 kompania przeciwlotnicza SS) niepełna, bez dział
- SS-Ersatz-Bataillon 28 (28 batalion zapasowy SS) nie istniał na przyczółku, żołnierze zostali włączeni do jednostek bojowych
- Pododdziały służb.

Dywizją była tylko z nazwy – w praktyce były to dwa bataliony grenadierów wsparte pododdziałami specjalistycznymi.